# هری بروم (بازیکن فوتبال)
هری بروم (انگلیسی: Harry Broome؛ 16 April 1904 – ۱۹۶۱ (۵۶−۵۷ سال)) بازیکن فوتبال بود.
از باشگاه‌هایی که در آن بازی کرده‌است می‌توان به باشگاه فوتبال منزفیلد تاون اشاره کرد.